# 217366 Mayalin
217366 Mayalin è un asteroide della fascia principale. Scoperto nel 2004, presenta un'orbita caratterizzata da un semiasse maggiore pari a 2,3948106 UA e da un'eccentricità di 0,1180049, inclinata di 5,26065° rispetto all'eclittica.
L'asteroide era stato inizialmente battezzato 217366 Orestelesca per poi essere corretto nella denominazione attuale. L'eponimo venne poi attribuito all'asteroide 5347 Orestelesca.
Inoltre l'eponimo Mayalin era stato inizialmente assegnato a 233893 Honthyhanna  che ricevette poi l'attuale denominazione.
L'asteroide è dedicato alla scultrice statunitense Maya Lin.